# Millencourt-en-Ponthieu
Millencourt-en-Ponthieu is een gemeente in het Franse departement Somme (regio Hauts-de-France) en telt 328 inwoners (1999). De plaats maakt deel uit van het arrondissement Abbeville.

## Geografie
De oppervlakte van Millencourt-en-Ponthieu bedraagt 8,7 km², de bevolkingsdichtheid is 37,7 inwoners per km².
De onderstaande kaart toont de ligging van Millencourt-en-Ponthieu met de belangrijkste infrastructuur en aangrenzende gemeenten.

## Demografie
Onderstaande figuur toont het verloop van het inwonertal (bron: INSEE-tellingen).